# Diego Rivera

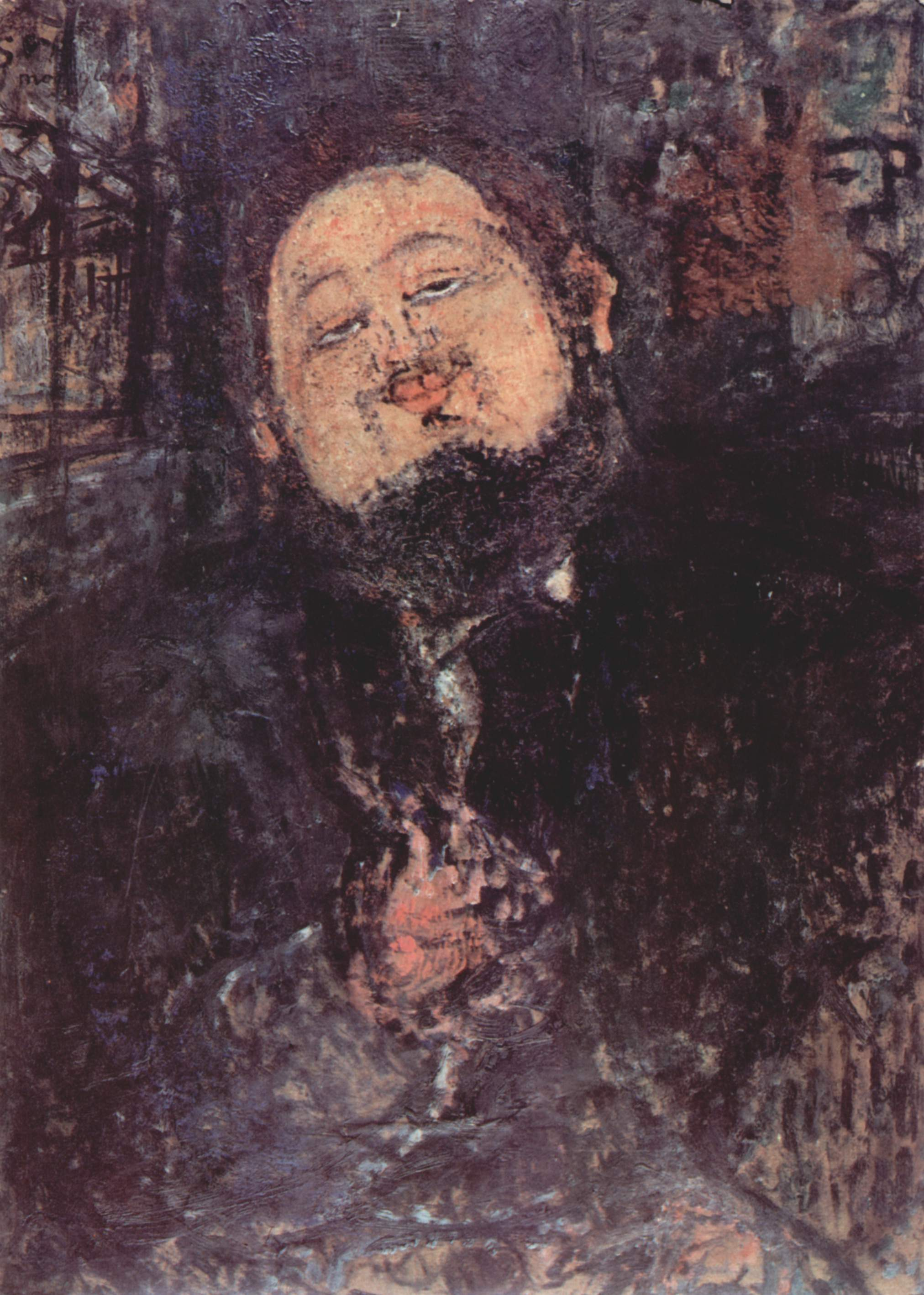
Portret van Diego Rivera
(1914), door Amedeo Modigliani

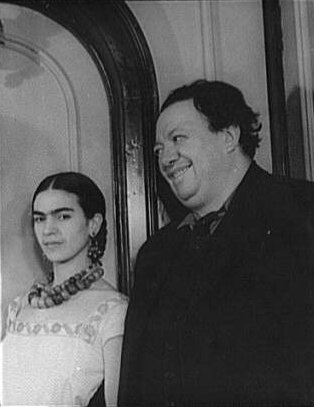
Frida Kahlo en Diego Rivera, 19 maart 1932 (fotograaf: Carl Van Vechten)

Diego Rivera (Guanajuato, 8 december 1886 – Mexico-Stad, 24 november 1957) was een Mexicaans muralist. Hij was tevens grondlegger en ontwerper van het Anahuacallimuseum.

## Opleiding
Rivera schreef zich op tienjarige leeftijd in bij de Academie van San Carlos. Van 1907 tot 1921 verbleef hij in Europa, waar hij in contact kwam met verschillende schilders en de invloed onderging van nieuwe stijlen. Hij verbleef vooral in Parijs waar hij in aanraking kwam met het op dat moment opkomende kubisme. In navolging van grote namen als Pablo Picasso omarmde hij deze nieuwere post-impressionistische kunststijl. Alvorens zijn opleiding en verblijf in Europa af te ronden, bezocht Rivera verschillende Italiaanse steden. Hier bestudeerde hij o.a. talrijke klassieke fresco’s. Zijn opleiding in Europa zou een enorme invloed hebben op zijn latere werken. Vanaf 1914 verschenen er Mexicaanse motieven in zijn schilderijen en groeide zijn patriottisme.

## Huwelijken
Rivera's eerste vrouw was de Russische Angeline Beloff, die hij in 1909 in Brugge ontmoette. In 1916 werd hun zoon geboren. Na een verblijf in Parijs verliet hij in 1921 zowel deze stad als zijn gezin. In Mexico trouwde hij in 1922 met Guadalupe Marin, waarna hij in 1927 weer van haar scheidde. Hierna ontmoette Rivera op een feest van Tina Modotti de surrealistisch kunstschilderes Frida Kahlo, met wie hij in augustus 1929 trouwde. Het was een tumultueus huwelijk en beiden hadden buitenechtelijke affaires. In 1940 verliet Kahlo Rivera, maar ze hertrouwden in december van datzelfde jaar. Nadat Kahlo in 1954 was overleden, trouwde Rivera in 1955 met Emma Hurtado.

## Marxisme
In het begin van zijn carrière was Diego Rivera vrij succesvol als een kubistische, maar weinig politiek geëngageerde, schilder in Europa. Deze levenswijze zou echter snel omslaan na enkele grote gebeurtenissen die de stijl en thematiek van zijn werken sterk zouden beïnvloeden. Geïnspireerd door de politieke idealen van de Mexicaanse Revolutie (1914-1915) en de Russische Revolutie (1917) streefde Rivera er immers naar om voortaan kunst te creëren die het leven van de werkende klasse en dat van de inheemse Mexicaanse bevolking weerspiegelde. Met behulp van economische steun van de Mexicaanse overheid i.v.m. een nationalistisch project van Vasconceles, schilderde Rivera een reeks muurschilderingen over de bevolking, de tradities en de rijke geschiedenis van zijn geboorteland. In 1922 voltooide de kunstenaar de eerste ervan, La Creación genaamd, aan de Escuela Nacional Preparatoria in Mexico City. Daarmee creëerde Rivera meteen ook een van zijn bekendste werken en verwierf hij grote populariteit in Mexico. Vanaf de jaren dertig toonde Rivera openlijk zijn voorkeur voor het marxisme. Hij verbleef negen maanden in de Sovjet-Unie. Na zijn verblijf ontstond het conflict tussen Trotski en Stalin. Rivera stelde zich pro-Trotski op, en David Alfaro Siqueiros, een andere Mexicaanse muralist, koos de zijde van Stalin. Siqueiros werd door de Russische autoriteiten belast met een moordpoging op Trotski. Die overleefde de aanslag, maar Siqueiros moest vluchten. Pas in 1948 werd de ruzie tussen Rivera en Siqueiros bijgelegd. Samen vormden ze toen de Commissie voor Muralistische Schilderkunst.
Sommige van Rivera's werken veroorzaakten echter veel tegenstand en controverse, juist vanwege Rivera’s drang in vele van zijn schilderijen op de een of andere manier socialistische of communistische elementen te verwerken. Zo zorgde de schildering die hij creëerde in opdracht van de familie Rockefeller in de RCA-gebouw te New York voor bijzonder veel commotie. De muurschildering, die bekend stond als Man at the Crossroads, vertoonde immers de beeltenis van de Russische Communistische leider Vladimir Lenin. De kunstenaar voegde Lenin naar verluidt toe aan het stuk om de turbulente politieke sfeer op het moment, die grotendeels werd bepaald door tegenstrijdige kapitalistische en socialistische ideologieën en escalerende angsten rond de Communistische Partij, te portretteren. De Rockefellers verfoeiden Rivera's inbreng van Lenin echter, maar hun verzoek om hem van het portret te verwijderen werd door de schilder geweigerd. De Rockefellers besloten dan maar om het werk te vernietigen.

## Werken
Vrijwel zijn gehele oeuvre bestaat uit muurschilderingen. Deze immense fresco’s waren vooral te bezichtigen in openbare gebouwen, hierdoor verwierf Rivera bekendheid. Het werk van Diego Rivera kan beschouwd worden als het schilderen van verhalende geschiedkundige taferelen. Qua thematiek zijn er bijna altijd elementen te bespeuren die refereren aan zijn voorkeur voor het communisme of aan zijn nationalistische overtuigingen en vaderlandsliefde voor Mexico. Tussen 1930 en 1940 realiseerde Rivera verschillende muurschilderingen in de Verenigde Staten vanuit de WPA-werkverschaffingsprojecten. Diego Rivera hield er ook een heel eigen en unieke stijl op na. Zijn werken bevatten voornamelijk elementen uit het kubisme alsook uit de Azteekse traditionele kunst. De vaak versimpelde personages in zijn muurschilderingen zijn een goed voorbeeld van de kubistische invloed. Zijn veelvuldig gebruik van symboliek slaat dan weer terug op de klassieke Mexicaanse of Azteekse kunst.

## Overlijden
Rivera overleed op 70-jarige leeftijd aan hartkwalen. Hij werd begraven in de Rotonda de los Hombres Ilustres bij het pantheon van Dolores, Mexico-Stad.

## Tentoonstellingen (selectie)
- Diego Rivera van 13 november 2011 t/m 14 mei 2012 in het Museum of Modern Art in New York[2]

## Galerij

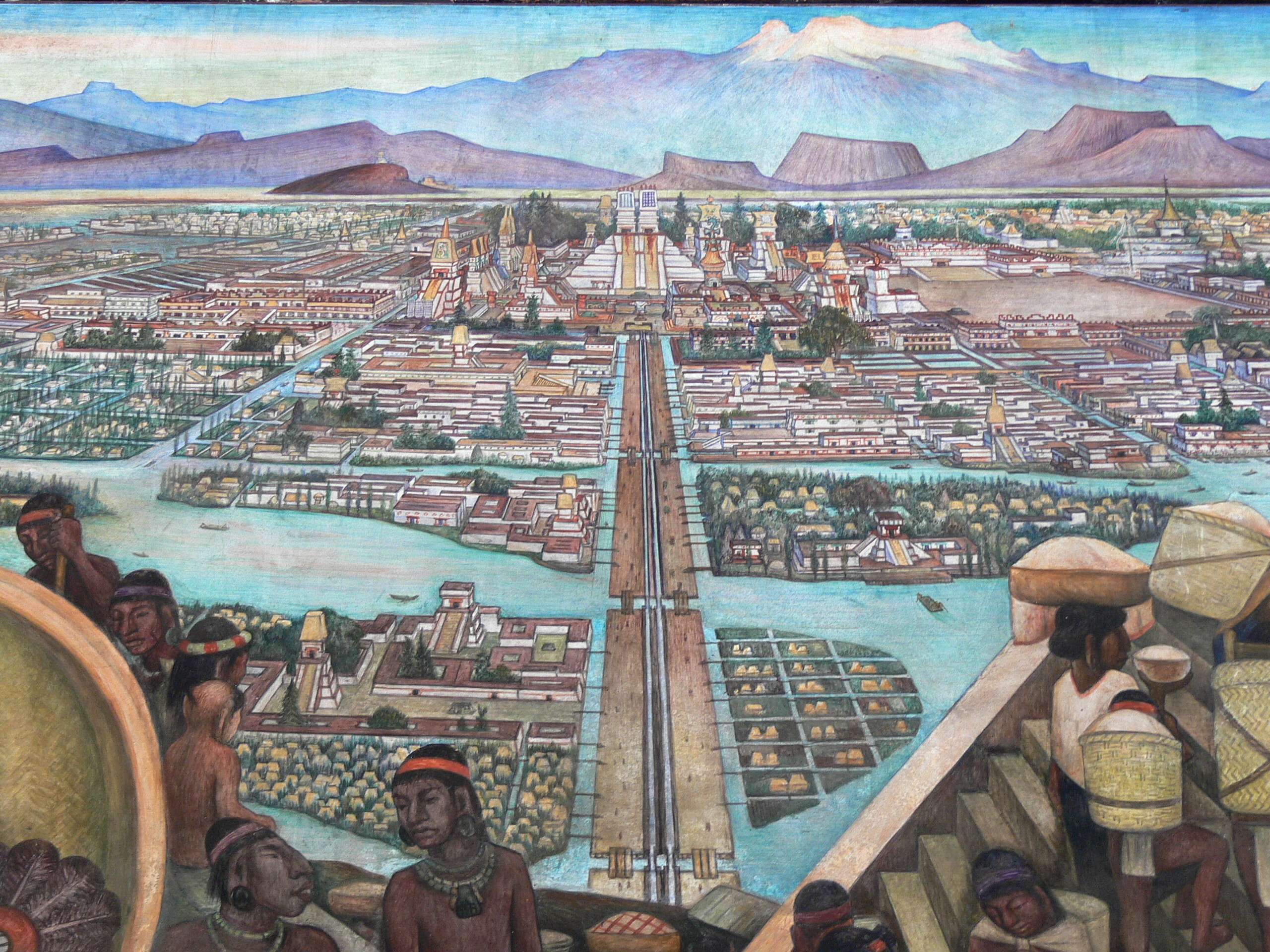
Muurschildering van de Azteekse hoofdstad Tenochtitlán met centraal de tempelpiramide Templo Mayor, gezien vanuit het westen Palacio Nacional
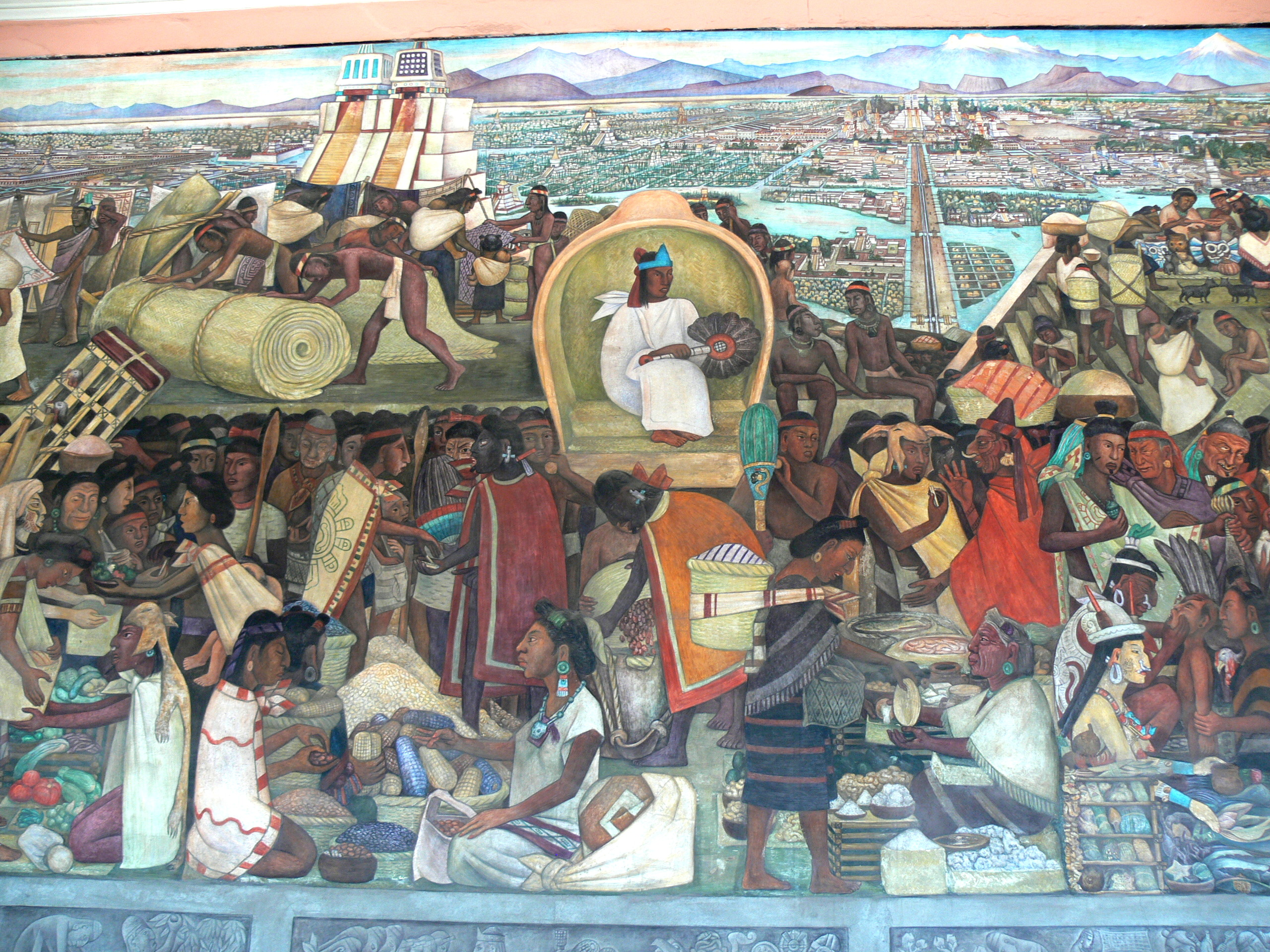
Muurschildering van de markt van Tlatelolco, het marktdistrict van Tenochtitlán Palacio Nacional
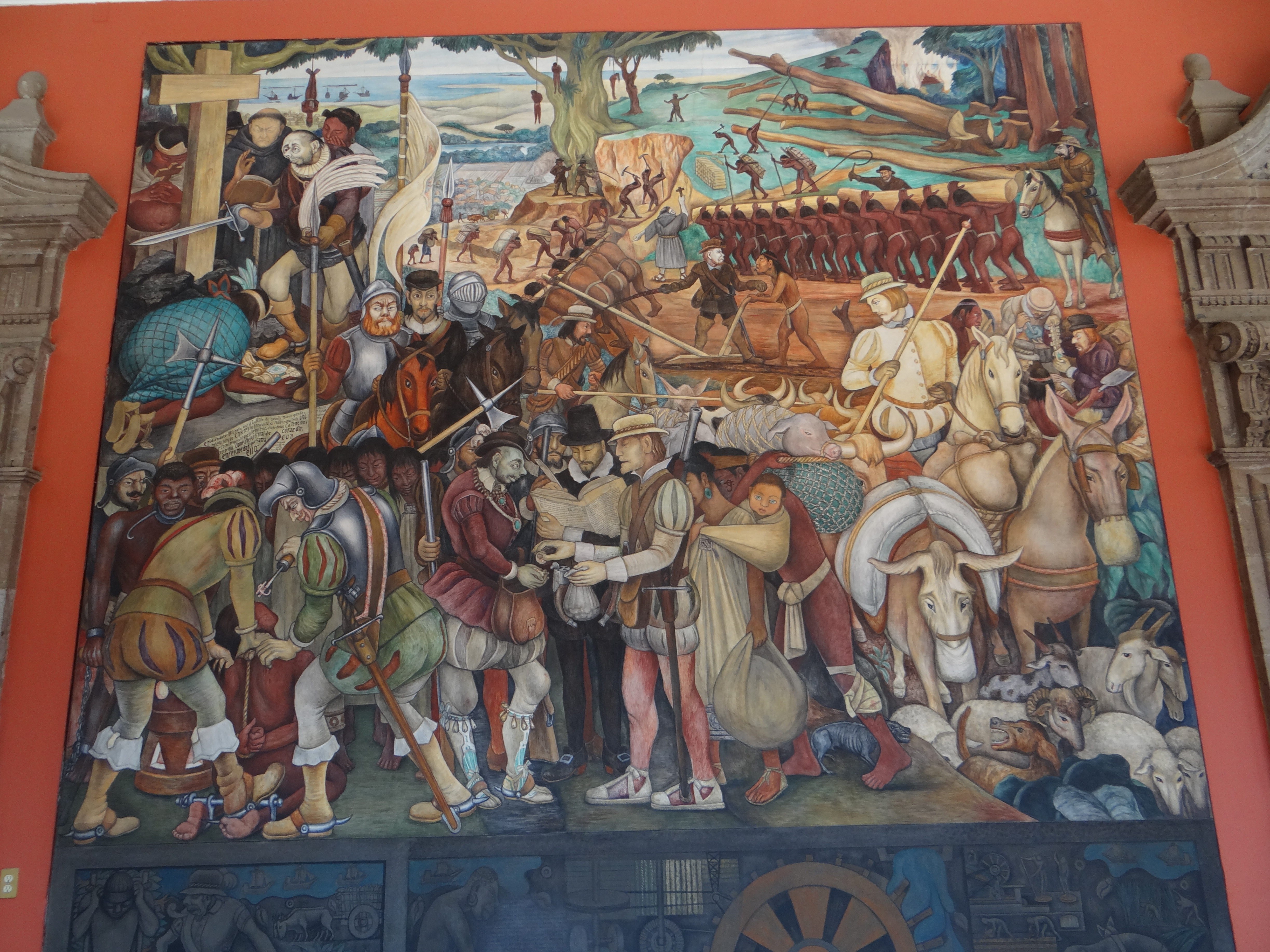
Muurschildering van de onderwerping van de inheemse bevolking Palacio Nacional
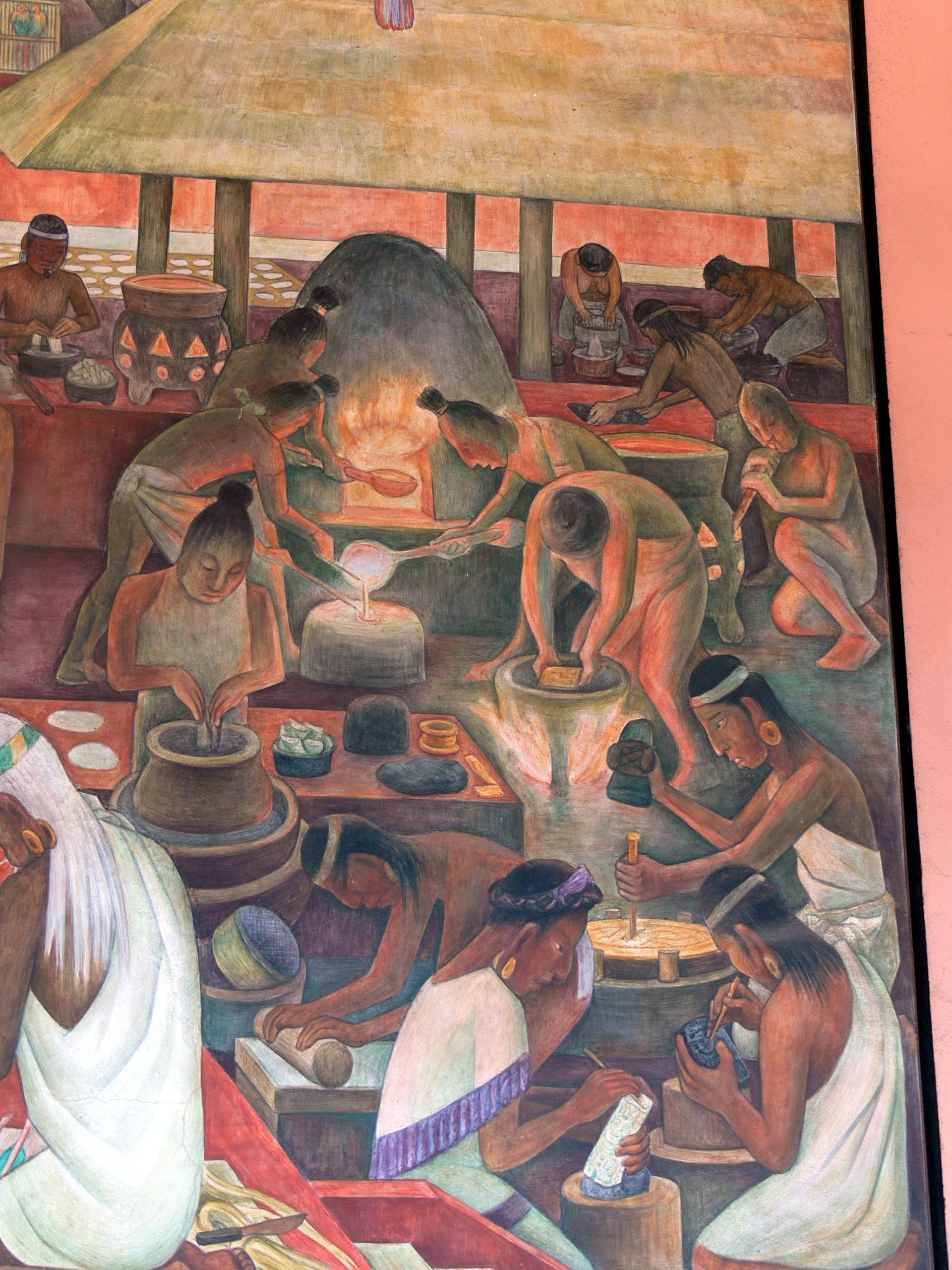
Muurschildering van de productie van goud Palacio Nacional